# Sumatra-Berghörnchen
Das Sumatra-Berghörnchen (Sundasciurus altitudinis) ist eine Hörnchenart aus der Gattung der Sunda-Baumhörnchen (Sundasciurus). Es kommt auf der Insel Sumatra in höheren Gebirgslagen vor.

## Merkmale
Das Sumatra-Berghörnchen erreicht eine Kopf-Rumpf-Länge von etwa 15,0 Zentimetern, der Schwanz ist etwa 11,5 Zentimeter lang und damit kürzer als der restliche Körper. Es entspricht in seinem Aussehen dem Sunda-Schlankhörnchen (Sundasciurus tenuis), besitzt jedoch ein deutlich längeres Fell. Zudem sind Hände und Füße eher gelblich und die Bauchseite hat eine graue Einfärbung.
Wesentliche Unterschiede bestehen in der Schädelmorphologie, vor allem durch den länger ausgezogenen Schnauzenteil (Rostrum) und die sehr kleinen Bullae tympanicae.

## Verbreitung
Das Sumatra-Berghörnchen kommt ausschließlich in den hohen Gebirgslagen zwischen 488 und 2530 Metern auf der indonesischen Insel Sumatra in den Provinzen Aceh am Gunung Leuser sowie am Kerinchi südlich von Padang vor.

## Lebensweise
Über die Lebensweise des Sumatra-Berghörnchens liegen nur sehr wenige Daten vor. Es lebt in dichten Regenwaldgebieten in allen Vegetationsschichten vom Gebüsch bis in die höheren Bäume. Es ernährt sich vor allem von Eckern-ähnlichen Nüssen.

## Systematik
Das Sumatra-Berghörnchen wurde bis 2010 nicht als eigenständige Art betrachtet und wurde entsprechend in Wilson & Reeder 2005, bearbeitet von Richard W. Thorington Jr, nicht aufgenommen. In dem ebenfalls von Thorington bearbeiteten Squirrels of the World von 2012 wurde die Art jedoch aufgrund einer molekularbiologischen Arbeit zur Phylogenie der Gattung von Robert den Tex und anderen von 2010 als eigenständige Art betrachtet und aufgeführt.
Innerhalb der Art werden neben der Nominatform keine Unterarten unterschieden.

## Status, Bedrohung und Schutz
Angaben zum Status und zur Gefährdung des Sumatra-Berghörnchens bestehen nicht, in der Datenbank der IUCN ist die Art bislang nicht aufgenommen worden.

## Belege
1. 1 2 3 4 5 6  Richard W. Thorington Jr., John L. Koprowski, Michael A. Steele: Squirrels of the World. Johns Hopkins University Press, Baltimore MD 2012; S. 182. ISBN 978-1-4214-0469-1
2. ↑  Genus Sundasciurus (Memento des Originals vom 4. Januar 2015 im Internet Archive)  Info: Der Archivlink wurde automatisch eingesetzt und noch nicht geprüft. Bitte prüfe Original- und Archivlink gemäß Anleitung und entferne dann diesen Hinweis.. In: Don E. Wilson, DeeAnn M. Reeder (Hrsg.): Mammal Species of the World. A taxonomic and geographic Reference. 2 Bände. 3. Auflage. Johns Hopkins University Press, Baltimore MD 2005, ISBN 0-8018-8221-4.
3. ↑  Robert-Jan den Tex, Richard Thorington, Jesus E. Maldonado, Jennifer A. Leonard: Speciation dynamics in the SE Asian tropics: Putting a time perspective on the phylogeny and biogeography of Sundaland tree squirrels, Sundasciurus. Molecular Phylogenetics and Evolution 55 (2), Mai 2010; S. 711–720 doi:10.1016/j.ympev.2009.12.023.